# اس‌اس شارنهورست (۱۹۰۴)
اس‌اس شارنهورست (۱۹۰۴) (به انگلیسی: SS Scharnhorst (1904)) یک کشتی بود که طول آن ۱۳۷ متر (۴۴۹ فوت) بود. این کشتی در سال ۱۹۰۴ ساخته شد.